# 플루토 (프로게이머)
플루토(본명: 이의현, 1998년 7월 27일 ~ )는 대한민국의 리그 오브 레전드 프로게이머로 아이디는 PluTo이다. 포지션은 서포터이다.

## 선수 생활
2017년 5월 20일, 로얄 클럽에 입단하면서 프로 커리어를 시작했다. 2018년 3월, 팀에서 퇴단했다.
2019년 5월, 스피어 게이밍에 입단했다. 서머 시즌 동안 팀의 주전 서포터로 활동했다. 2019시즌 종료 이후 팀에서 퇴단했다.
2020년 5월, 러너웨이에 입단했다. 서머 시즌을 앞두고 팀의 잔류에 기여했다. 서머 시즌 동안에는 오락가락한 모습을 보여주면서 때로는 부진한 모습을 보여주었다. 2020시즌 종료 후 팀에서 퇴단했다.

## 소속팀
| # | 팀명          | 소속 기간             | 소속 리그 | 비고 |
| - | ------------- | --------------------- | --------- | ---- |
| 1 | 로얄 클럽     | 2017.05.20~2018.03.02 |           |      |
| 2 | 스피어 게이밍 | 2019.05.04~2019.12.09 | CK        |      |
| 3 | 러너웨이      | 2020.05.04~2020.09.15 | CK        |      |